# Religion en Croatie
Le christianisme est la plus pratiquée des religions en Croatie, représentant 87,4 % de la population. Une majorité de Croates se revendiquent membres de l'Église catholique.

La Croatie ne possède pas de religion officielle et la liberté de religion est un droit défini par la Constitution, qui définit également toutes les communautés religieuses comme égales devant la loi et séparées de l'État.

## Histoire
Au XVIe siècle, le protestantisme se propagea en Croatie, mais disparaîtra globalement en raison de la Contre-Réforme menée par les Habsbourg.
L'histoire des Juifs de Croatie remonte au minimum au IIIe siècle, bien que la communauté soit peu connue jusqu'aux Xe et XVe siècles[pas clair][réf. nécessaire]. Au déclenchement de la Seconde Guerre mondiale, la population juive était constituée d'approximativement 20 000 individus, la plupart furent exterminés durant la Shoah dans l'État indépendant de Croatie. Après la guerre, la moitié des survivants émigrèrent en Israël, et approximativement 2 500 de ces individus continuèrent à vivre en Croatie[réf. nécessaire]. Suivant le recensement de 2011, 509 Juifs vivent en Croatie, ce nombre semblant exclure les naissances de mariages mixtes ou issus de mariés non-Juifs[pas clair][réf. nécessaire]. Plus de 80 % de la population juive de Zagreb entre dans ces deux catégories[réf. nécessaire].

## Démographie
Suivant le recensement de 2021, 78,97 % des habitants vivant en Croatie sont catholiques, 3,32 % sont chrétiens orthodoxes, 1,32 % sont musulmans et les protestants représentent 0,26 % de la population. 6,39 % des Croates sont athées et 3,86 % sont indécis.
| Religion             | 2011      | 2011    | 2021      | 2021    |
| Religion             | Nombre    | %       | Nombre    | %       |
| -------------------- | --------- | ------- | --------- | ------- |
| Christianisme        | 3,914,900 | 91.34   | 3,383,046 | 87.39   |
| Catholicisme         | 3,697,143 | 86.26   | 3,057,043 | 78.97   |
| Orthodoxie           | 190,143   | 4.44    | 128,305   | 3.32    |
| Protestantisme       | 14,653    | 0.34    | 9,956     | 0.26    |
| Islam                | 62,977    | 1.47    | 50,981    | 1.32    |
| Judaïsme             | 536       | 0.01    | 573       | 0.02    |
| Religions orientales | 2,550     | 0.06    | 3,392     | 0.09    |
| Autres religions     | 2,555     | 0.06    | 37,066    | 0.96    |
| Athéisme             | 195,893   | 4.57    | 247,149   | 6.39    |
| Non-déclaré/inconnue | 105,478   | 2.46    | 149,626   | 3.86    |
| Total                | 4,284,889 | 100.00% | 3,871,833 | 100.00% |

## Relation entre les religions et la vie séculière
Les écoles publiques autorisent l'enseignement religieux en coopération avec les communautés religieuses ayant des accords avec l'État, mais l'assistance n'est pas obligatoire. Les classes religieuses (en croate : vjeronauk) sont principalement organisées dans les écoles primaires et secondaires par l'Église catholique.

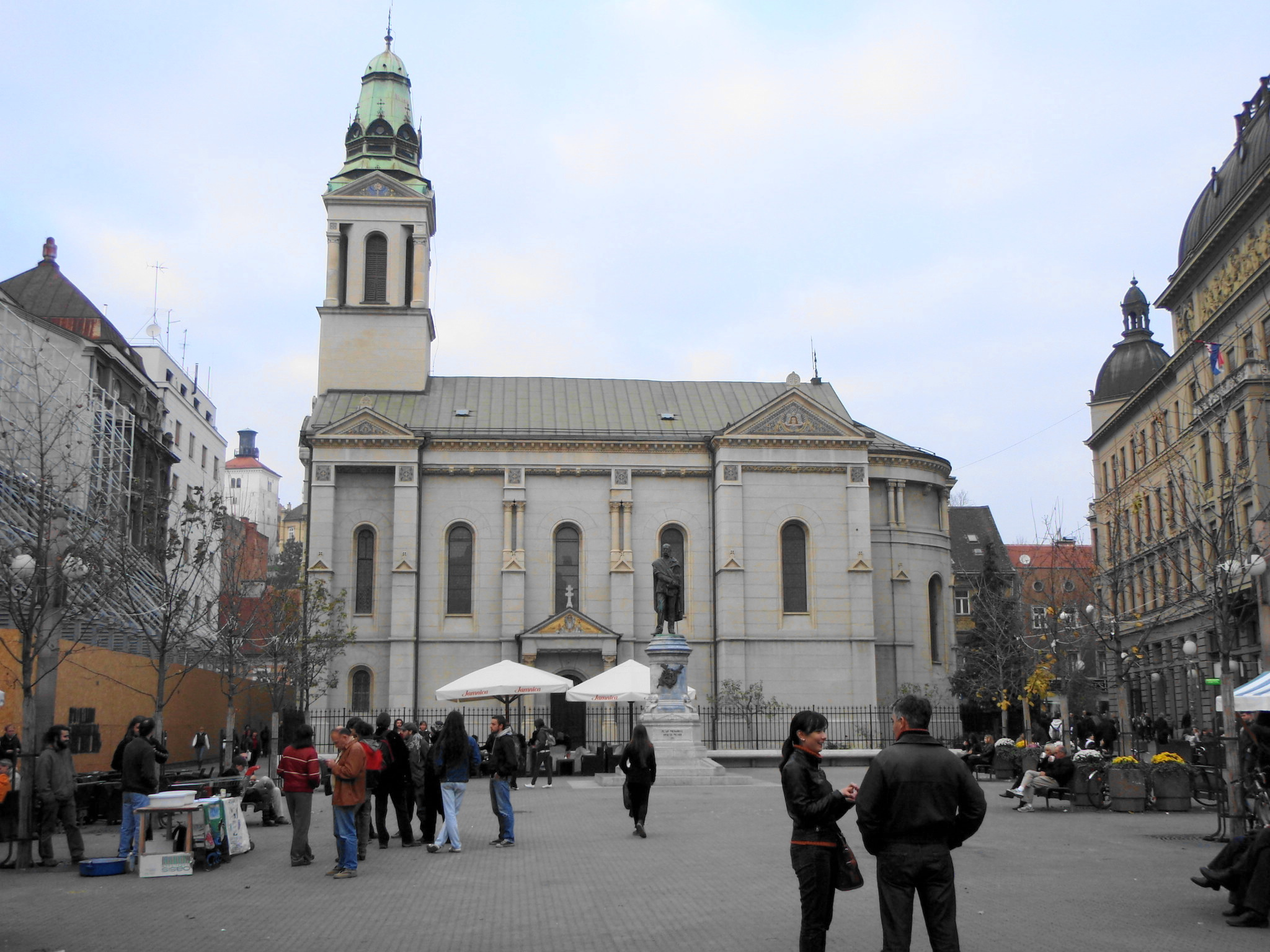
La cathédrale de la Transfiguration de Zagreb.

Les fêtes nationales en Croatie incluent également les fêtes religieuses de l'Épiphanie, du lundi de Pâques, du jour de Dieu, de l'Assomption, de la Toussaint, de Noël et de la Saint-Étienne. Les principales fêtes sont basées sur l'année liturgique, mais les croyants sont libres de fêter les autres grandes fêtes.
Les mariages religieux des cultes ayant conclu des accords avec l'État sont reconnus officiellement. L'Église catholique de Croatie reçoit le soutien financier de l'État et bénéficie du concordat signé entre le gouvernement et le Vatican. Le concordat ainsi que les autres accords gouvernementaux signés avec des communautés religieuses permettent un financement d'État pour les salariés et les pensions pour les responsables religieux, à travers des pensions payées par le gouvernement et des fonds de santé.
Le concordat et les accords régulent le catéchisme scolaire et les aumôniers militaires.

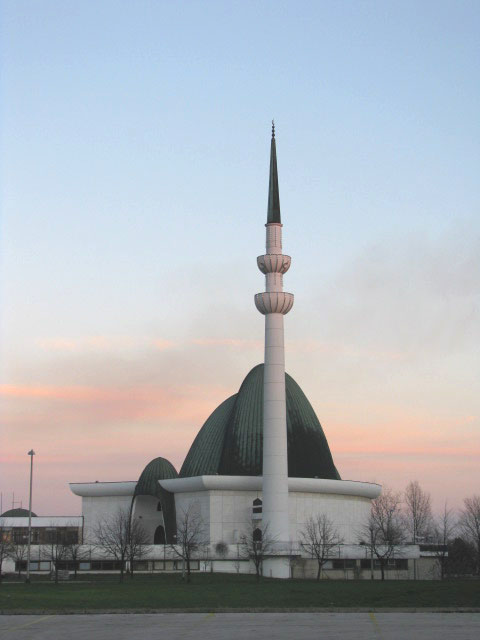
La mosquée centrale de Zagreb.

Dans la lignée des concordats signés avec l'Église catholique romaine et dans une volonté de définir ses droits et privilèges sous une structure légale, le gouvernement mena des accords supplémentaires avec quatorze communautés religieuses, :
- l'Église orthodoxe serbe ;
- la communauté musulmane de Croatie ;
- l'Église évangélique de Croatie ;
- l'Église chrétienne réformée de Croatie ;
- l'Église protestante réformée de Croatie ;
- l'Église pentecôtiste ;
- l'Union des églises pentecôtistes du Christ ;
- l'Église adventiste du septième jour ;
- l'Union des églises baptistes ;
- l'Église de Dieu ;
- l'Église du Christ ;
- l'Église orthodoxe bulgare ;
- l'Église orthodoxe macédonienne ;
- l'Église vieille-catholique de Croatie.

## Statut légal
La loi de 2002 sur la position légale des communautés religieuses définit les positions légales et les matières[pas clair] des communautés religieuses, telles que les financements du gouvernement, les avantages fiscaux et l'éducation religieuse. Les matières telles que les pensions pour le clergé, le service religieux dans l'armée, les établissements pénitentiaires, la police et la reconnaissance des mariages religieux doivent être négociées par chaque groupe religieux avec le gouvernement.
L'enregistrement des groupes religieux est facultatif. Toutefois, les groupes enregistrés se voient garantir un statut de « personne légale » et peuvent prétendre aux taxes et autres bénéfices. La loi dispose que, pour être enregistré, un groupe religieux doit bénéficier d'au moins 500 adeptes et être enregistré comme associations pendant cinq ans. Tous les groupes religieux existant avant la loi de 2002 furent automatiquement enregistrés, alors que les groupes inscrits après la loi devaient suivre les étapes d'inscription. Un groupe religieux basé à l'étranger doit d'abord déposer une demande écrite d'enregistrement auprès des autorités du pays d'origine. Le ministère de l'Administration publique dispose d'un registre des organisations religieuses en Croatie, qui reconnaît 62 organisations religieuses en 2013.